# Richard Scheurlen
Richard Eugen Napoleon Scheurlen (* 5. Dezember 1890 in Berlin; † 8. Juni 1969 in Stuttgart) war ein deutscher Maler und Grafiker und Marineoffizier im Ersten Weltkrieg.

## Leben und Werk
Richard Scheurlen war Sohn des Arztes und späteren Obermedizinalrates Dr. Karl Paul Ernst Scheurlen (* 1863; † 1952), welcher zur Geburt seines Sohnes am Gesundheitsamt in Berlin tätig war, und der Sophie, geb. von Möller (* 1861). Später ging Ernst Scheurlen nach Straßburg und nach Stuttgart. Richards jüngerer Bruder war der spätere Vizeadmiral Ernst Scheurlen. Seine jüngste Schwester, Hertha, heiratete später den Mathematiker Hellmuth Kneser.
Richard Scheurlen gehörte von April 1910 (Crew 4/10) der Kaiserlichen Marine an. Er wirkte im Ersten Weltkrieg u. a. als Wachoffizier und U-Boot-Kommandant. Mitte 1915 wurde er in Amerika interniert, konnte aber fliehen und ging an die U-Bootschule zur Ausbildung. Ende Januar 1918 wurde er Kommandant von U 71, wo er bereits vorher als Wachoffizier gedient hatte, und blieb dies bis Ende Juli 1918. Von der in Dienststellung Anfang August 1918 bis zur Kapitulation des U-Bootes Ende November 1918 war er als Oberleutnant zur See (Patent zum 22. März 1916 erteilt) einziger Kommandant von UB 98, nahm mit diesem Boot aber keine Feindfahrt vor. Zum 22. November 1919 wurde er mit dem Charakter als Kapitänleutnant außer Dienst gestellt.
Er hatte nach 1919 als Künstler Studienreisen nach Italien und Griechenland unternommen. Er lebte und wirkte bereits bis 1945 und wieder ab 1961 auf Sardinien.
Ab Anfang 1917 war er bis 1939 mit Helene, geb. Göz (1893–1964), verheiratet. Sie war eine Tochter vom Gemeinderat Karl Göz und Pauline Schwab, eine Nachfahrin von Gustav Schwab. Richard Scheurlen ist Großvater von Ulrich Tukur.

## Ausstellungsteilnahmen (Auszug)
- 1928: Württembergischer Kunstverein Stuttgart
- Mai/Juni 1929: Frühjahrs-Ausstellung der Preußischen Akademie der Künste zu Berlin (Fischer aus Chioggia, Gemälde)
- 1938[6]+1940: Galerie Gurlitt, Berlin
- 1947: Stuttgarter Sezession (Sardischer Bauer, Gemälde)